# Храм Сингасари
Храм Сингхасари је синкретички хиндуистичко-будистички храм из 13. века који се налази у округу Сингосари, Источна Јава у Индонезији.

## Локација
Храм се налази у селоу Кандиренго, округ Сингосари, око 10 километара северно од града Маланг, у долини између два планинска венца, Тенгер-Бромо на истоку и Арџуно-Велиранг на западу, са надморском висином од 512 метара. Храм је окренут ка северозападу, ка планини Арџуно. Повезан је са историјским краљевством Сингасари у Источној Јави, јер се верује да је локација око храма била центар јаванског двора Сингасарија.

## Историја
Храм је поменут у јаванској песми Нагаракретагама, песма 37:7 и 38:3, као и у натпису Гаџах Мада из 1351. године, откривеном у дворишту храма. Према овим изворима, погребни је храм краља Кертанагаре (владао 1268 — 1292), последњег краља династије Сингасари, чије је убиство 1292. године од стране Џајакатванга из Геланг-геланга коначно довело до успостављања власти Маџапахита.
Недовршено стање храма може се видети по недовршеној кала изнад његовог доњег улаза. Храм је окренут ка северозападу. Његов доњи ниво је Шива, али храм има другу целу на горњем нивоу, која је била будистичка посвета.
Значајне карактеристике храма укључују:
- Пар колосалних Дварапала - џиновских монолитних статуа као чувара краљевских гробља Сингасара,
- Добро изрезбарена Кала на западној горњој страни,
- Велика оригинална статуа Шиве као Батара Гуруа (или, можда, Шиве као Агастје) у доњој јужној цели.

## Галерија
- Шива као Батара Гуру или Рси Агастја, Сингхасари.
- Калина глава изнад улаза храма Сингасари.
- Једна од пара дварапала.